# Кіран Хан (плавчиня)
Кіран Хан (21 грудня 1990) — пакистанська плавчиня.
Учасниця Олімпійських Ігор 2008 року.
Призерка Азійських ігор 2004, 2006, 2010 років.